# Charles de Mornay
Charles de Mornay o Carlos de Mornay, (1514 - 4 de septiembre de 1574), fue un alto funcionario (francés de origen) de la corte sueca, diplomático y favorito real.
Charles de Mornay era un noble francés y calvinista hugonote. Sirvió en las tropas francesas en Escocia desde 1547 hasta 1550. Entre 1557 y 1559, fue enviado de la corte sueca a Polonia, Dinamarca e Inglaterra, mientras se negociaba el matrimonio real de Isabel de Inglaterra y Eric XIV de Suecia. También fue enviado a Francia y Escocia en 1561-62 para negociar el posible enlace real entre Eric XIV y  María Estuardo. Ejerció de asesor del rey y miembro del consejo real. Sirvió como comandante militar en la Guerra de los Siete Años del Norte. Estuvo prisionero en Dinamarca entre 1566 y 1571. El sucesor de Eric, Juan III de Suecia, también le incluyó en el consejo real.
En el otoño de 1573, se preparó un complot para asesinar a Juan III. La trama fue dirigida por Charles de Mornay, quien estuvo en contacto con Cristina de Dinamarca y el embajador francés en Copenhague, Charles Dancay. Juan III debía ser asesinado durante un baile de espadas de los mercenarios escoceses en la fiesta que se iba a dar en octubre de ese año, antes de su partida hacia el Báltico. Después del asesinato, el hermano del rey,  el duque Carlos debía ser colocado en el trono. Charles de Mornay, quien anteriormente había sido el favorito de Eric XIV, revelaría la ubicación del supuestao tesoro real que ocultaba Eric, después del golpe para asegurarse una mejor posición. Sin embargo, la trama no se materializó ya que De Mornay no tuvo valor para dar la señal convenida.
En septiembre de 1574, se reveló el complot y Charles de Mornay fue arrestado, interrogado y ejecutado. Nunca quedó claro quién participó en la trama. Sin embargo, se observa que los presuntos conspiradores Hogenskild Bielke, Gustaf Banér y Pontus De la Gardie, se reunían en el departamento de la Princesa Isabel de Suecia, reuniones a las que asístía también la Princesa Cecilia de Suecia. Las dos hermanas y su hermano Carlos algo tuvieron qu ver con la trama pero nunca fueron acusados.
Charles de Mornay también reveló que una de las cosas acordadas por los conspiradores era elevar la dote de Isabel de 100,000 a 150,000, para que ella pudiera alcanzar un estatus superior. El matrimonio entre Isabel y Enrique III de Francia, que se planteó oficialmente en 1574, podría haber sido sugerido informalmente por Carlos ya en 1573. El embajador francés se había mostrado impresionado con todo lo relacionado con Isabel salvo con la dote.